# Фейсал ад-Дахиль
Фейсал ад-Дахиль (род. 13 августа 1957 года в Эль-Кувейте) — кувейтский футболист, выступал за сборную Кувейта. Лучший игрок Кувейта в XX веке по версии IFFHS; считается одним из лучших игроков всех времён в Азии. Всю футбольную карьеру провёл в клубе «Аль-Кадисия Кувейт», с которым три раза становился чемпионом Кувейта (в сезонах 1974/75, 1975/76 и 1977/78).

## Карьера в сборной
Впервые ад-Дахиль сыграл за сборную в 1974 году. Он участвовал в Олимпийских играх 1980 года. Фейсал сделал хет-трик в матче с Нигерией и помог Кувейту выйти в четвертьфинал, где его команда проиграла Советскому Союзу со счётом 2:1. В 1982 году тренер сборной Карлос Алберто Паррейра вызвал его на чемпионат мира по футболу 1982 года. В дебютной игре со сборной Чехословакии Кувейт пропустил первым с пенальти, но Фейсал ад-Дахиль сравнял счёт 1:1. Он забил красивый гол из-за пределов штрафной площади. Второй матч с Францией и третий с Англией закончилась поражениями Кувейта 4:1 и 1:0 соответственно. Набрав лишь одно очко, сборная Кувейта не прошла групповой этап. Последний раз ад-Дахиль играл за сборную в 1989 году, в итоге он провёл 80 встреч и забил 36 голов.

### Кубок Азии
В 1976 году сборная Кувейта дошла до финала Кубка Азии, где уступила с минимальным счётом Ирану. В 1980 году Кубок Азии проходил в Кувейте. Команда ад-Дахиля вышла из группы со второго места, сам нападающий сделал дубль в игре с Катаром. В полуфинале команда Кувейта взяла реванш у Ирана, победив со счётом 2:1, ад-Дахиль забил гол. В финале Кувейт играл с Южной Кореей, которая на групповом этапе разгромила команду ад-Дахиля со счётом 0:3. Однако в финале счёт был таким же уже в пользу Кувейта, Фейсал сделал дубль. Он вошёл в тройку лучших бомбардиров турнира с 5 голами. В 1984 году Кувейт вновь играл в Кубке Азии и занял третье место, обыграв в матче за бронзу по пенальти Иран 3:5. В этом розыгрыше ад-Дахиль забил один гол на групповом этапе в ворота Сирии.